# 치보린
치보린(중국어 정체자: 齊柏林, 병음: Qí Bólín, 한자음: 제백림, 1964년 12월 27일 ~ 2017년 6월 10일)는 중화민국의 항공사진 감독이자 사진작가, 환경운동가인 그는 '항공사진 대가 세대'로 알려져 있다.

## 학력
- 타이베이시 사립 둔쉬 고급 산업 & 상업 직업 학교 건축학과
- 룽화공상관업학교 산업경영학과

## 같이 보기
- 중국국민당